# أرقطيون دوفيني
أرقطيون دوفيني (الاسم العلمي:Arctium delphinense) هي نوع نباتي يتبع جنس الأرقطيون من فصيلة النجمية.